# Pere Falqués

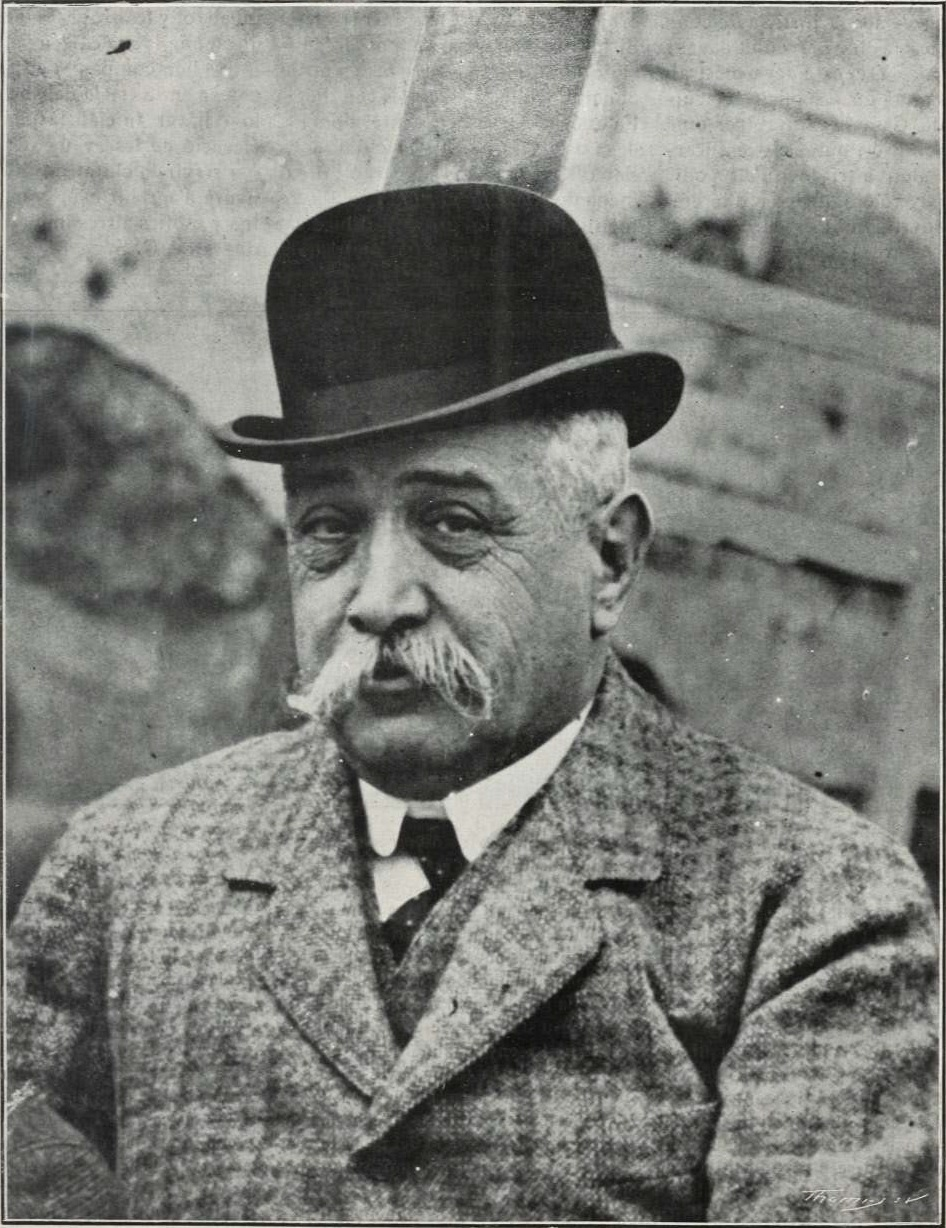
Pere Falqués i Urpí

Pere Falqués i Urpí (* 1850 in Sant Andreu de Palomar, Barcelona; † 22. August 1916 in Barcelona) war ein katalanischer Architekt des Modernisme. Die spanische Schreibweise seines Names lautet Pedro Falqués y Urpí.

## Biografische Daten
Er erhielt seinen Titel als Architekt im Jahr 1873. Von 1889 bis 1914 war er städtischer Architekt von Barcelona, von 1899 bis 1900 war er außerdem Präsident der Associació d’Arquitectes de Catalunya (Vereinigung der Architekten Kataloniens).
Er nahm an den Vorbereitungen für die Weltausstellung 1888 teil, für die er den Palau de les Ciències (Palast der Wissenschaften) und den Palau de l’Agricultura (Palast der Landwirtschaft) entwarf.
1889 gewann er den Wettbewerb zur Neugestaltung der Plaça de Catalunya, und befreite den Platz von der chaotischen Bebauung, die nach der Schleifung der Stadtmauern dort entstanden war.
Als städtischer Architekt ließ er einen topografischen Plan der Stadt Barcelona erstellen. Außerdem konnte er einige bemerkenswerte Projekte verwirklichen, wie etwa einen Umbau des Gran Teatre del Liceu, die Errichtung des jetzigen Rathauses des Stadtbezirks Eixample, sowie die Neuordnung des Parc de la Ciutadella.
In der Casa de la Ciutat (dem Rathaus von Barcelona) errichtete er die Ehrenstiege (später von Adolf Florensa verändert) und führte einige kleinere Änderungen durch.
Bei der Errichtung der Via Laietana quer durch die Altstadt ließ er bereits 1913 die U-Bahn-Tunnel errichten. Die U-Bahn wurde erst 1926 in Betrieb genommen.
Falqués hat mehrere Straßenlaternen entworfen, wie in der Straße Passeig de Lluís Companys, oder in der Avinguda de Gaudí (ursprünglich an der Kreuzung Avenida Diagonal und Paseo de Gràcia situiert). Am bekanntesten sind die Bancs-Fanals am Passeig de Gràcia (eine Kombination aus einem schmiedeeisernen Laternenmast mit einer mit Trencadís (Keramikbruchstücke) verkleideten Sitzbank).

## Werke
Wichtigste Werke in Barcelona:

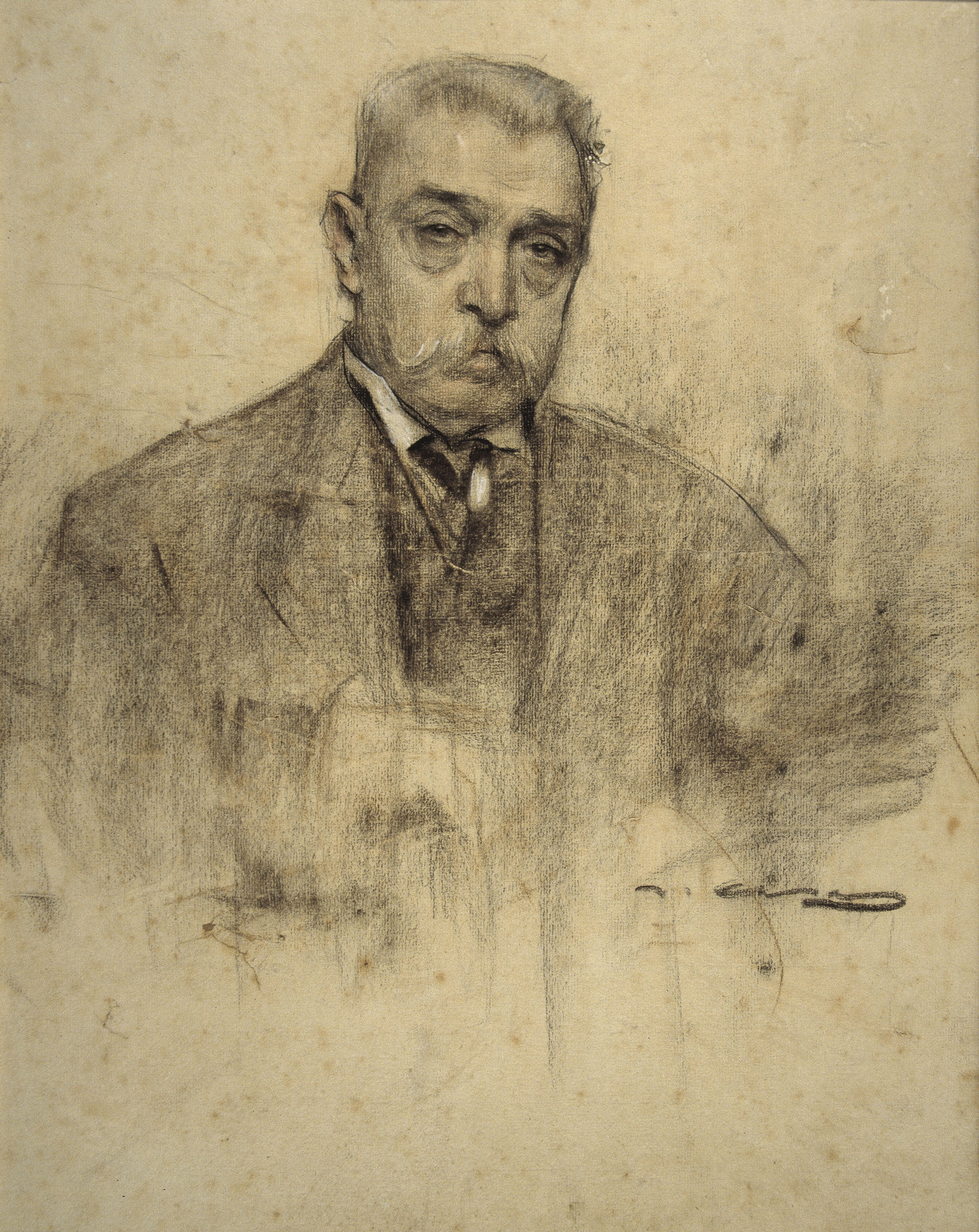
Falqués, vom Ramon Casas (MNAC).

- Reform der Kirche Sant Andreu de Palomar (1881, mit Josep Domènech i Estapà)
- Torre de les Aigües del Besòs (auch „Torre Macosa“, Wasserturm, 1882)
- Umbau des Gran Teatre del Liceu (Bühne und Auditorium, 1883)[2]
- Mercat del Clot (Markthalle, 1884–1889)
- Bancs-Fanals (Bank-Laternen), Passeig de Lluís Companys (1888)
- Seu del districte de l’Eixample  (Rathaus des Stadtbezirks Eixample, 1893)
- Hidroeléctrica de Cataluña (Dampfkraftwerk, 1897)
- Casa Bonaventura Ferrer (1906)
- Denkmal für Serafí Pitarra (1906)
- Bancs-Fanals (Bank-Laternen), Passeig de Gràcia (1906)
- Fanals (Laternen), Avinguda de Gaudí (1909)
- Institut Municipal Juan Manuel Zafra (Städtische Kunstschule, 1911, mit Antoni de Falguera i Sivilla)
- Mercat de Sants (Markthalle, 1898 (Projekt)/1913)
- Casa de la Lactància (Mütterspital, 1913, mit Antoni de Falguera i Sivilla)
- Central de Bombament d’Aigües de Montcada (Wassergesellschaft, 1899 (Projekt)/1915)
- Umbau des Arsenal im Parc de la Ciutadella zum Museum der schönen Künste (1915, Spezialpreis beim jährlichen Preis der Stadt für das beste Gebäude,[3] seit 1931 Parlament von Katalonien)

Außerhalb von Barcelona:
- Mercat Maignon in Badalona (Markthalle, 1889)

## Bildergalerie

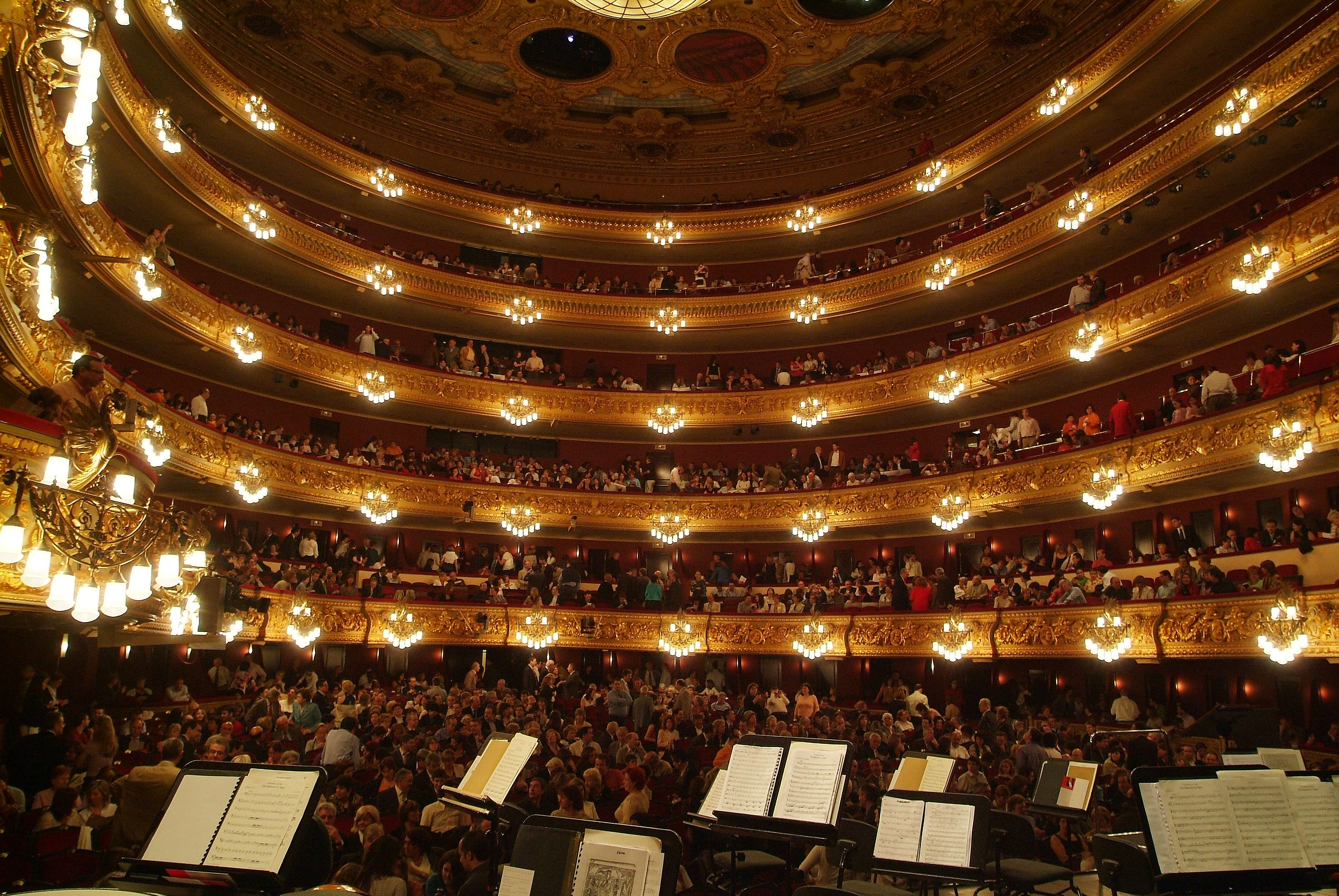
Gran Teatre del Liceu, Auditorium
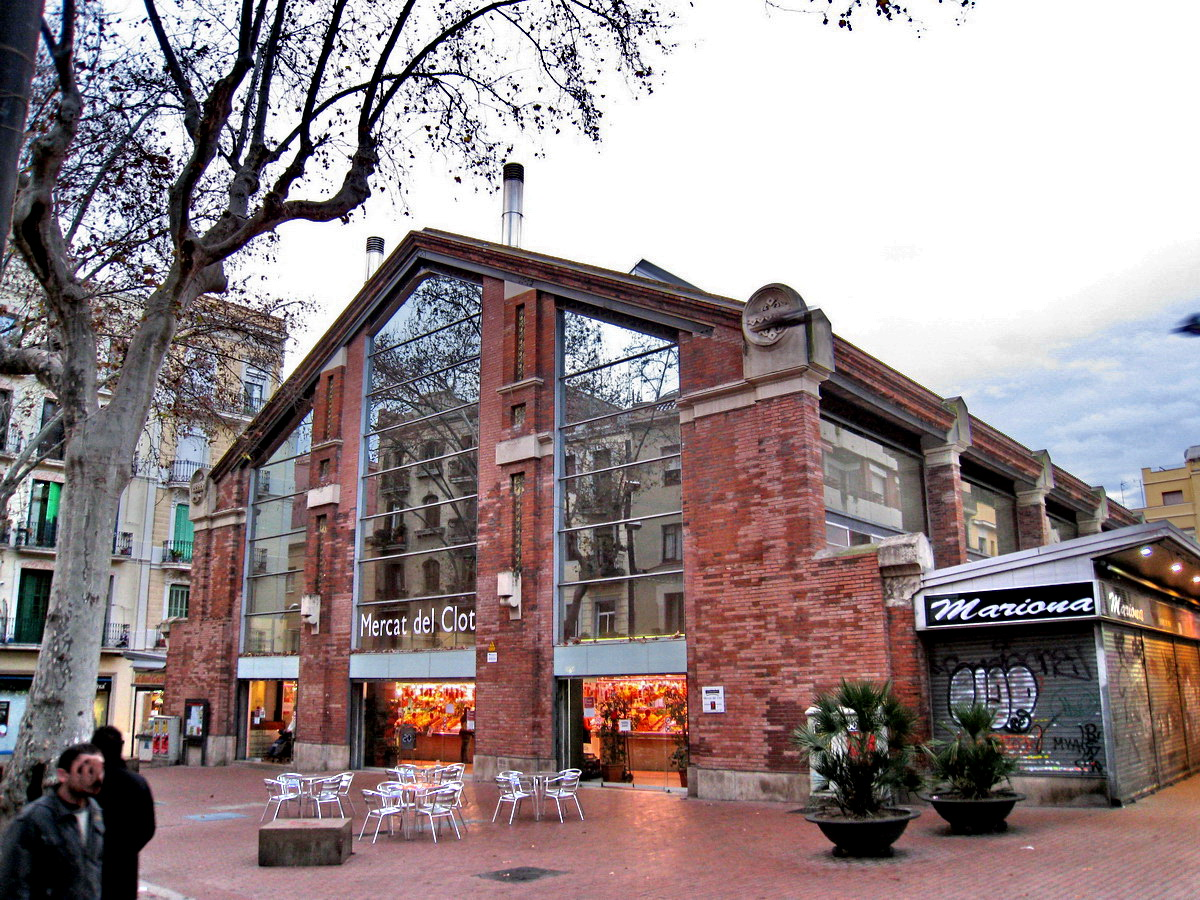
Mercat del Clot
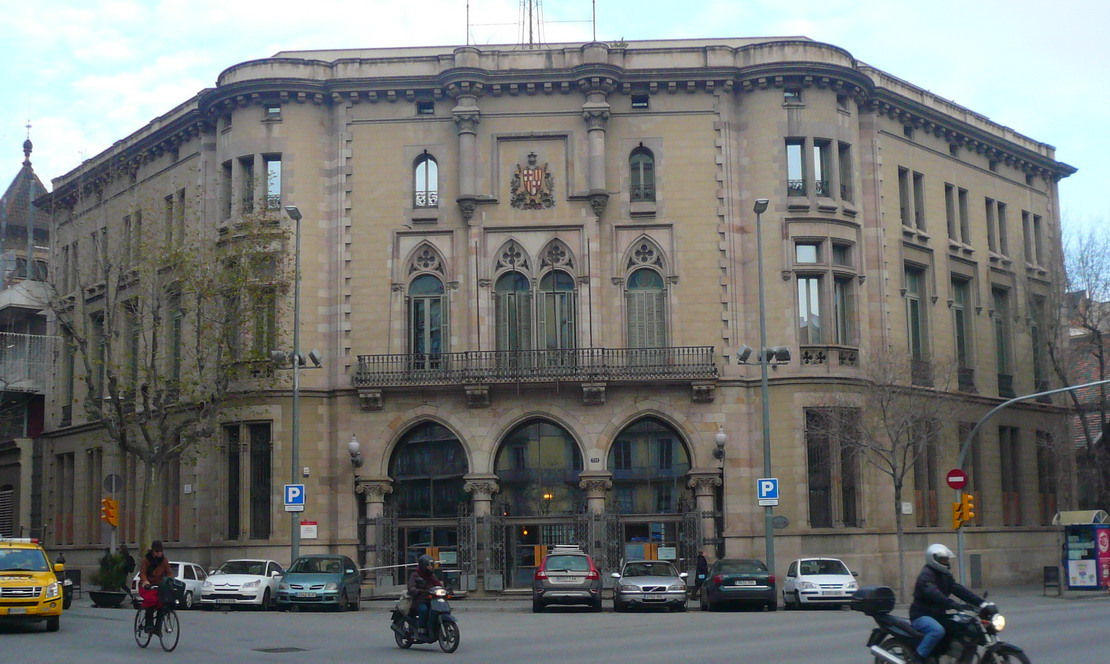
Seu del districte de l’Eixample
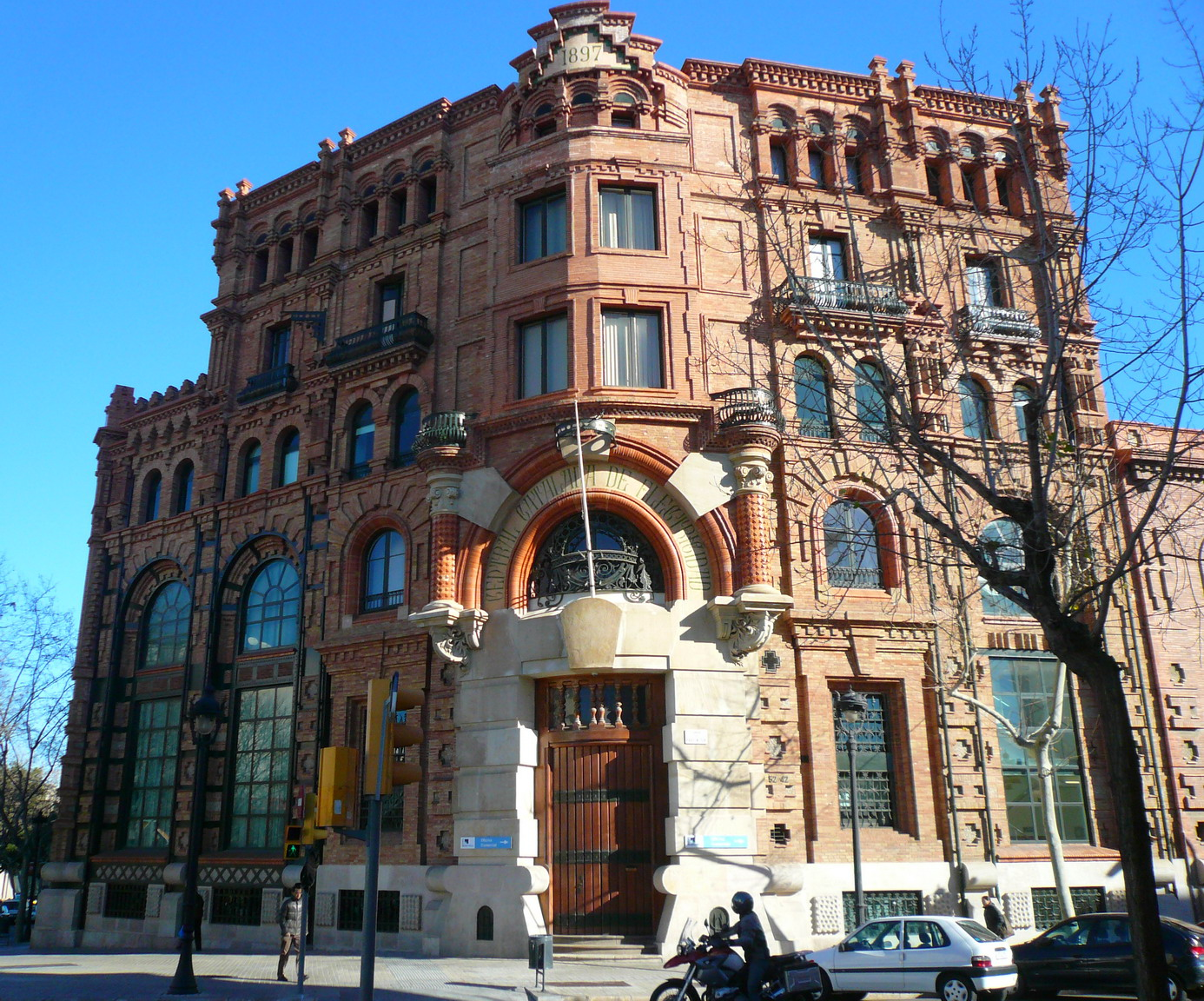
Hidroeléctrica de Cataluña
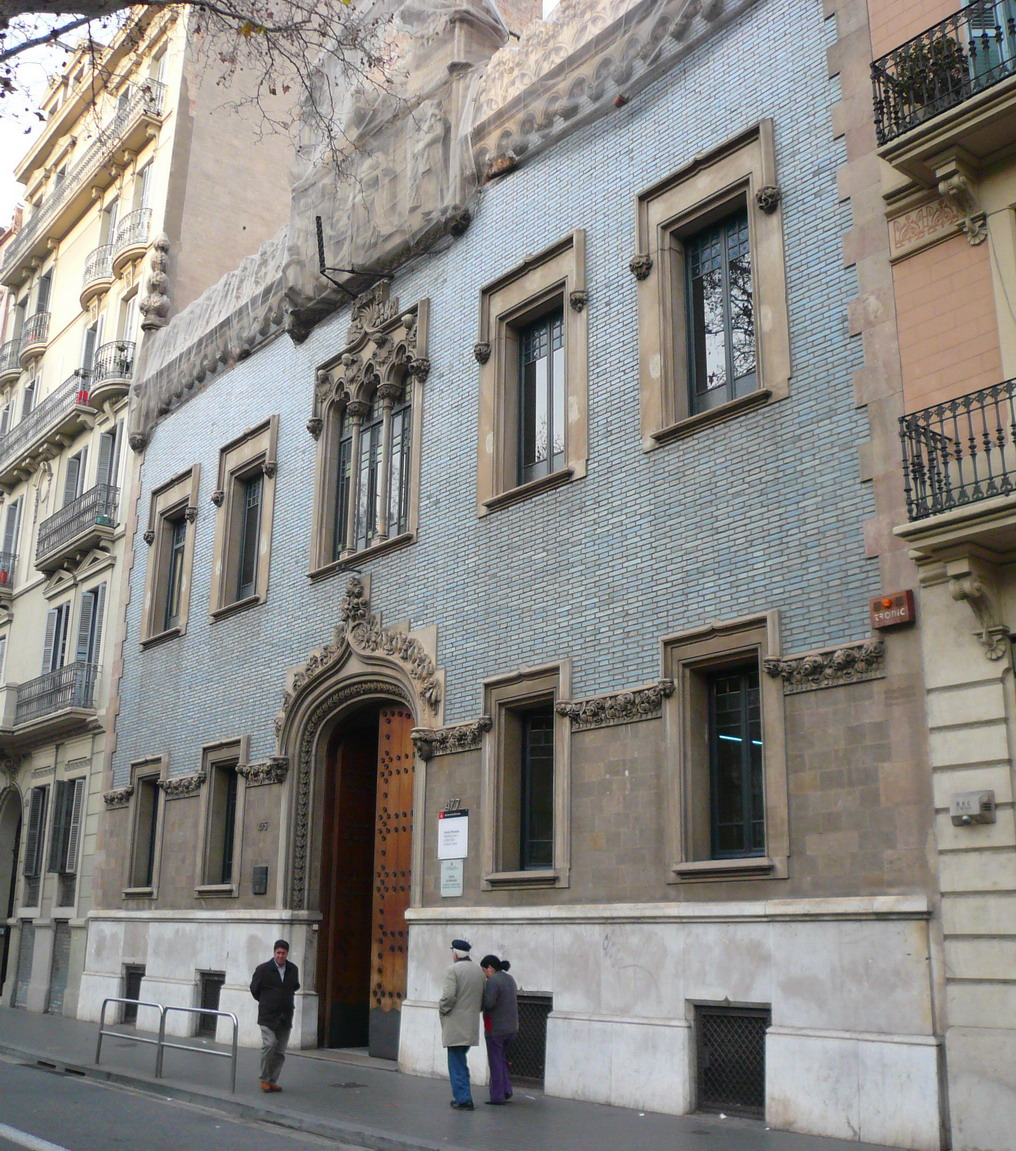
Casa de la Lactància
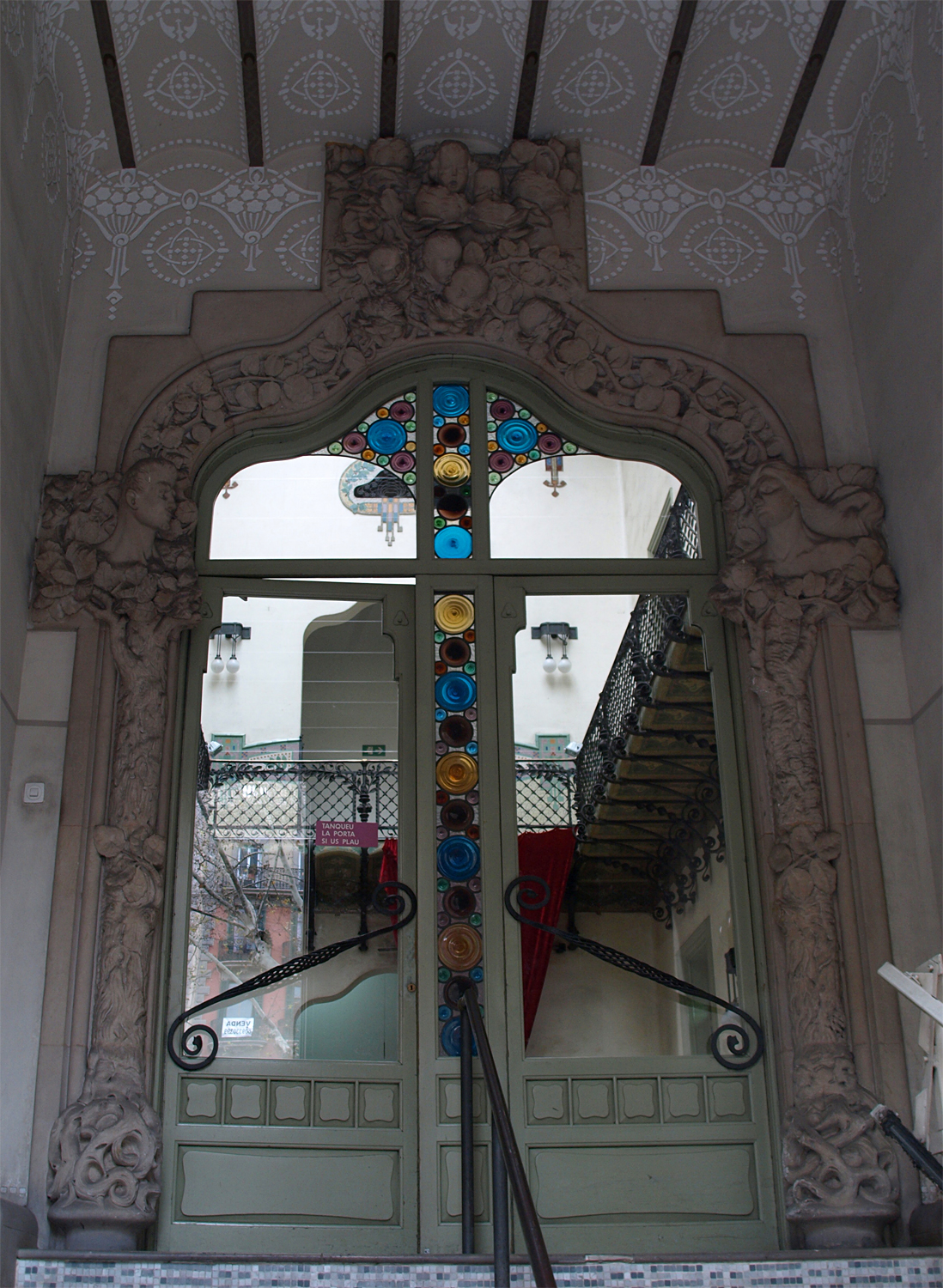
Casa de la Lactància
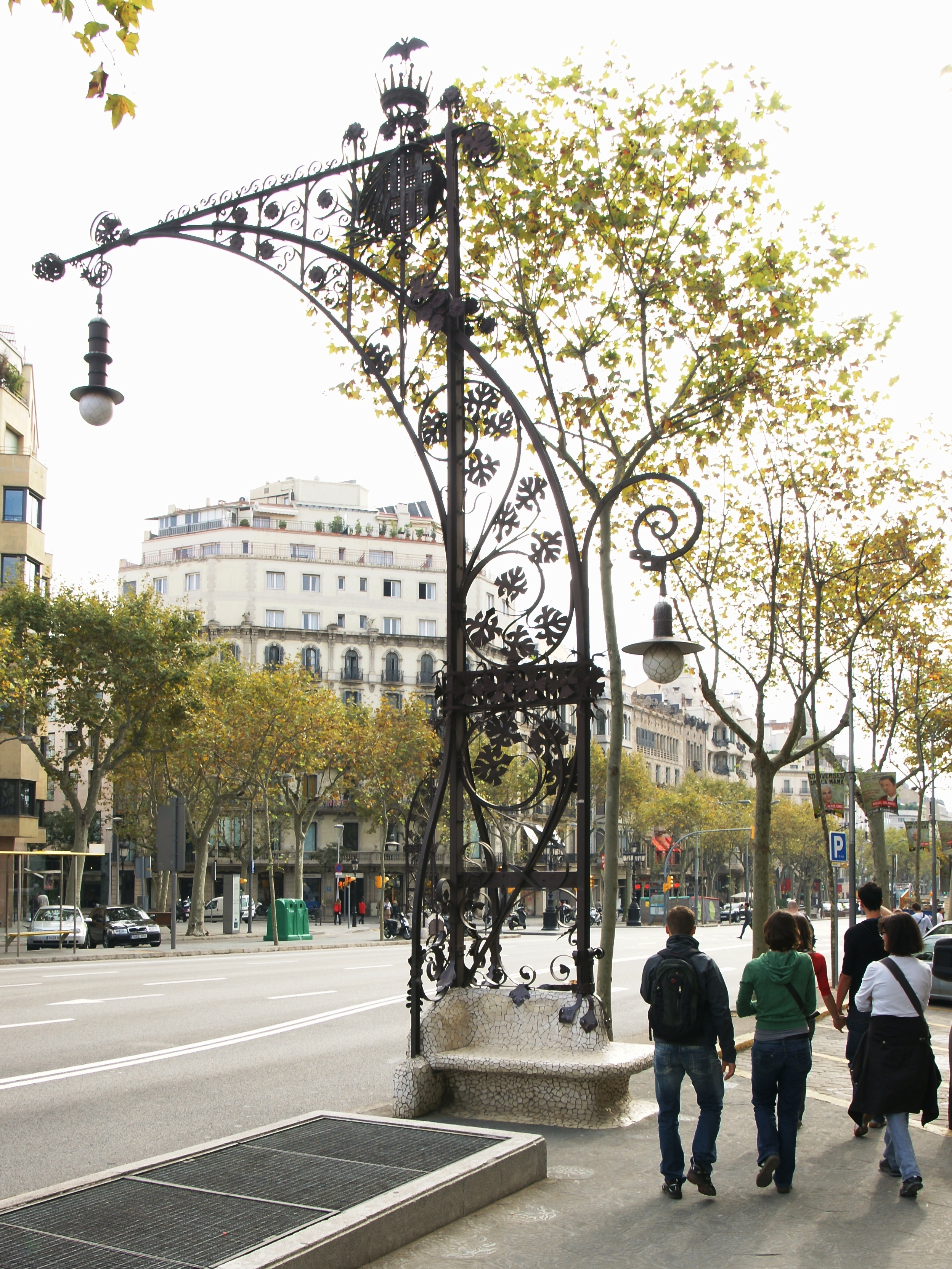
Bancs-Fanals, Passeig de Gràcia
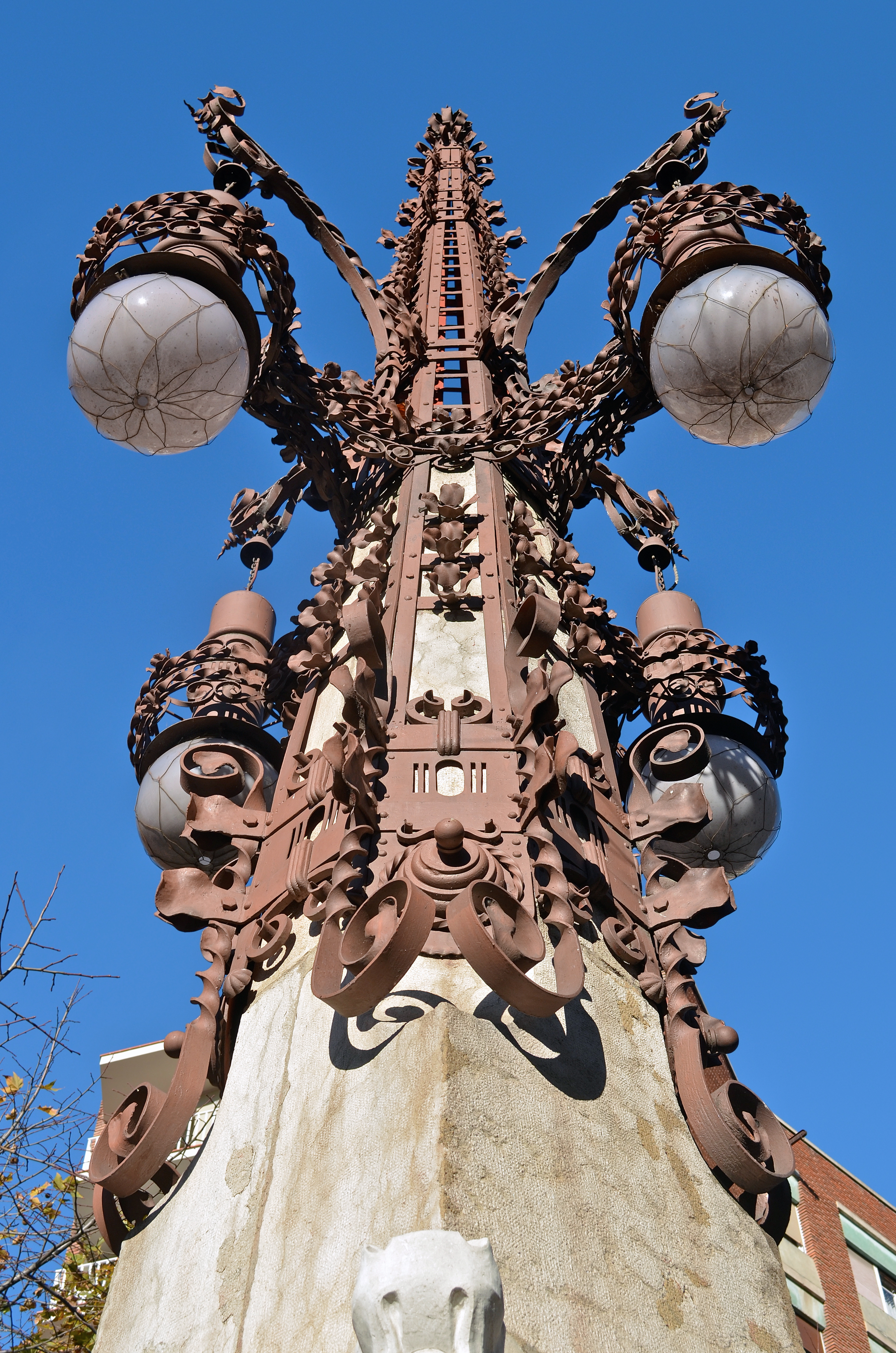
Farola Avenida Gaudí
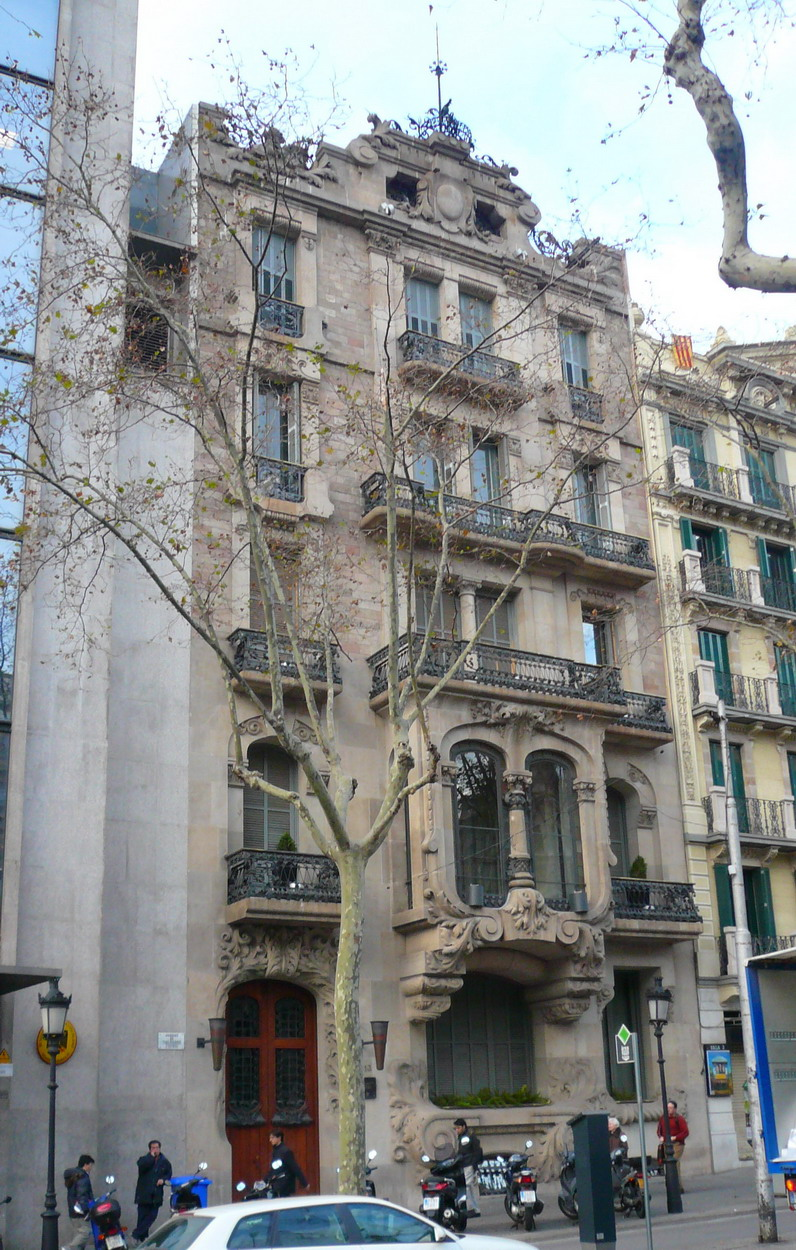
Casa Bonaventura Ferrer
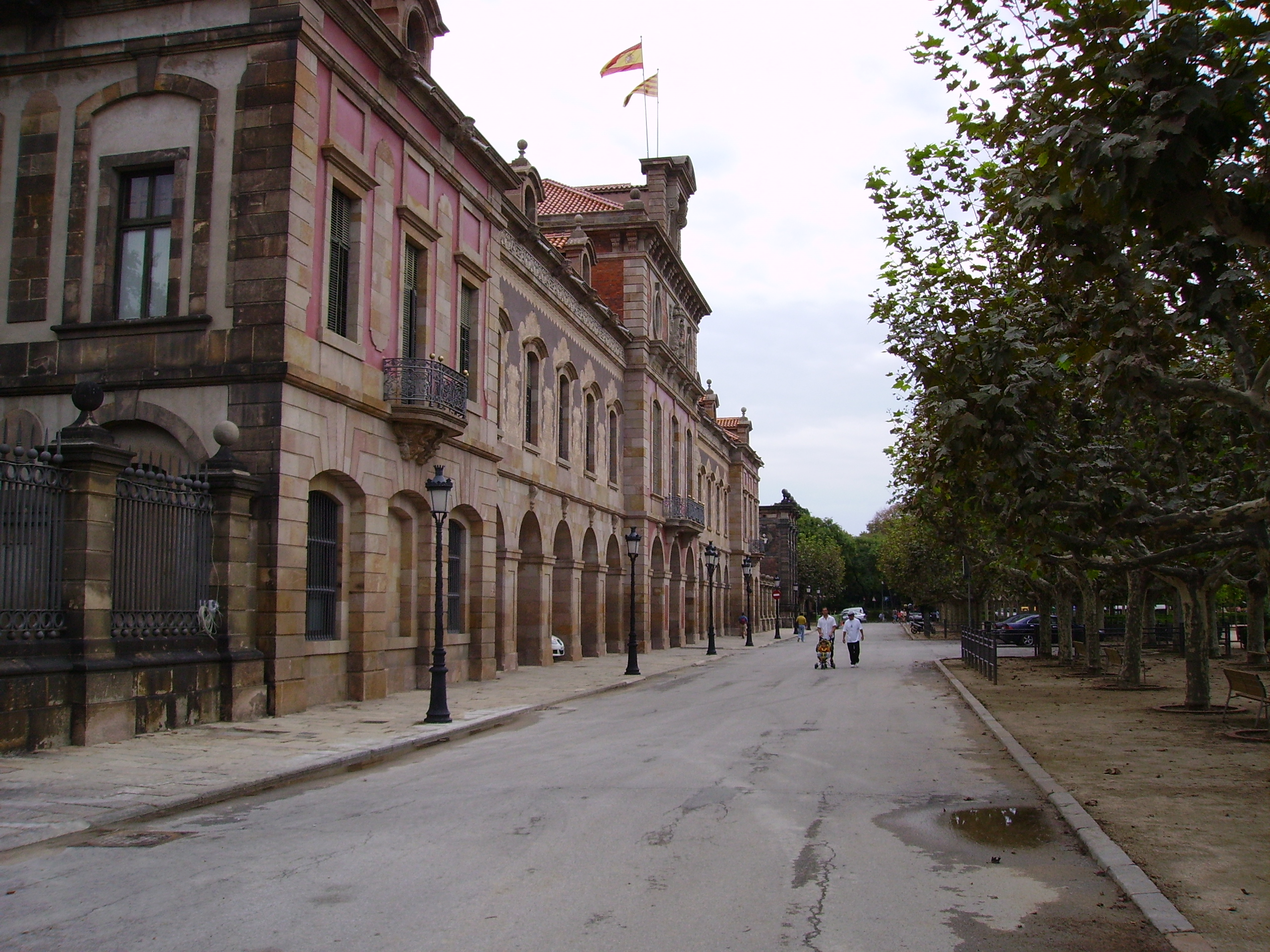
Parlament von Katalonien
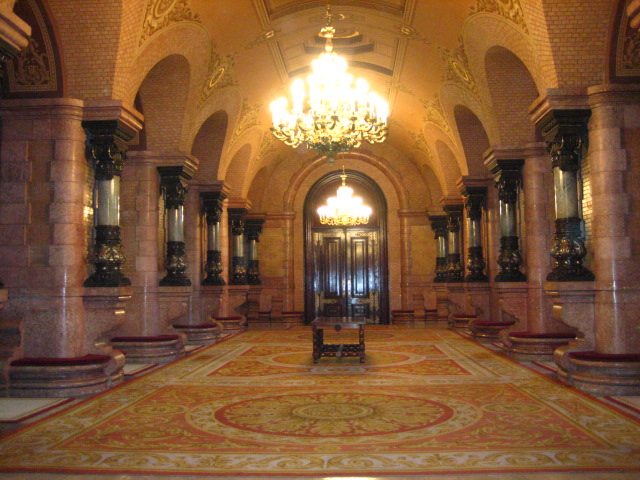
Parlament von Katalonien